# Umbrella Corps
Resident Evil: Umbrella Corps, conosciuto in Giappone come Biohazard: Umbrella Corps (バイオハザード アンブレラコア?, Baio Hazādo Anburera Koa), è un videogioco basato sul genere competitivo online a squadre, sviluppato da Capcom. Esso è uno spin-off della serie di Resident Evil (23° nel complesso), fu pubblicato in tutto il mondo nel giugno 2016. Il gioco ha ricevuto critiche negative dalla critica ed è ora considerato uno dei peggiori videogiochi di tutti i tempi.

## Sviluppo
Il gioco è stato sviluppato dallo studio di Capcom in Osaka, che è il quartier generale di Capcom. L'obiettivo del team è quello di creare un gioco con combattimenti dal ritmo frenetico con un'esperienza multigiocatore. Invece di un grande ambiente aperto, le mappe presenti nel gioco sono solitamente piccole. Il gioco ha influenzato gli sparatutto western per Microsoft Windows. Il nome "Resident Evil: Umbrella Corps" è stato registrato da Capcom il 29 luglio 2015 ed è stato rivelato alla conferenza stampa di Sony Computer Entertainment al Tokyo Game Show del 2015. È un gioco scaricabile, ed è stato pubblicato per Microsoft Windows e PlayStation 4 nel maggio 2016. Il gioco è stato successivamente posticipato al 21 giugno 2016. Il gioco è stato creato per festeggiare i 20 anni della serie e fa parte della serie principale..

## Trama
La parte in single player del gioco si chiama L'Esperimento, si svolge nel 2012 e 2013. C'è un agente con nome in codice 3A-7. L'organizzazione a cui appartiene, la Umbrella Co.  che poi si rivela di essere l "Umbrella Corporation" in Resident Evil 7: Biohazard; una nuova organizzazione che usa il nome dell'azienda Umbrella. 3A-7 viene inviato in missione dai superiori per testare nuove attrezzature come lo zombi Jammer. Una volta che il test ha avuto successo, i suoi superiori cercano di ucciderlo mandandolo in missioni più pericolose. L'esperimento termina con 3A-7 superando tutte le probabilità e sopravvivendo a tutte le missioni, spaventando i suoi superiori. È implicito che 3A-7 sia l'agente HUNK o che possieda lo stesso livello di abilità di lui. Inoltre, il Comandante (un potente funzionario di alto rango dell'Umbrella Corporation)  potrebbe essere un clone di un personaggio molto conosciuto.
Invece la parte multiplayer del gioco si svolge nel 2016, tre anni dopo gli eventi di Resident Evil 6 e 13 anni dopo il crollo della Umbrella Corporation nel 2003/2004. Anche se la Umbrella Corporation è stata sciolta, una grande quantità di preziose informazioni di dati di ricerca sugli virus virali lasciate dalle loro passate attività sono state prese da altri ricercatori. Il gioco elenca 10 organizzazioni concorrenti che utilizzano le proprie forze speciali per recuperare la ricerca perduta della vecchia Umbrella Corporation: Suntech Samurai Co., Suntech Ninja Co., Medvedev, Sheng-Ya Pharmaceutical, Aeolus Edge East, Aeolus Edge West, Tenenti Inc., Saurian Corporation, Akembe Chemical e Rashid-Sahir Industries. Inoltre ci sono luoghi che sono stati distrutti come Spencer Mansion e Raccoon City servono solo per scopi di allenamento.
Diverse aziende desiderano avere il possesso dei dati di ricerca dell'Umbrella in particolare quelli che riguardano le loro tecnologie di armi biologiche, una ricerca che inevitabilmente li porta in conflitto diretto con altre società che cercano anche le stesse cose. Di conseguenza, queste multinazionali inviano mercenari in diversi posti infestati da zombi per cercare i segreti perduti dell'Umbrella.

## Organizzazioni bioterroristiche
Qui sotto sono state elencate le aziende concorrenti che con le loro forze cercano di recuperare tutti gli archivi della vecchia Umbrella Corporation.
- Aeolus Edge East: industria della difesa con sede a New York, fabbrica armi da fuoco e veicoli da combattimento.
- Aeolus Edge West: industria che ha sede in San Francisco e sviluppa jet da combattimento.
- Akembe Chemical:  azienda che si trova in Africa e sua volta fa ricerche e sviluppa B.O.W (Armi Bio Organiche).
- Medvedev: compagnia russa sviluppa e ricerca B.O.W.
- Rashid-Sahir Industries: società con sede a Dubai sviluppa  B.O.W.
- Saurian Corporation: azienda che sviluppa e ricerca B.O.W.
- Sheng-Ya Pharmaceutical: azienda farmaceutica con sede in Cina.
- Suntech Samurai Co: compagnia giapponese sviluppa e ricerca B.O.W.
- Suntech Ninja Co: compagnia giapponese sviluppa e ricerca B.O.W.
- Tenenti Inc.: compagnia militare privata italiana.

## Recensioni
Le recensioni del gioco sono state tutte negative. Molti recensori hanno paragonato Resident Evil: Umbrella Corps alla saga Call of Duty ed a Resident Evil: Operation Raccoon City, che a sua volta ha avuto una media quasi sufficiente.
| Pubblicazione                        | Voti         |
| ------------------------------------ | ------------ |
| Destructoid                          | 3/10         |
| EGM                                  | 5.5/10       |
| Famitsu (PS4)                        | 36/40        |
| Game Informer                        | 5/10         |
| Game Revolution                      | [ 12 ]       |
| GameSpot                             | 3/10         |
| IGN                                  | 3.8/10       |
| Polygon                              | 3/10         |
| Spaziogames                          | 4.5/10       |
| VideoGamer.com                       | 4/10         |
| Metarecensioni                       | Voto         |
| GameRankings basato su 36 recensioni | 38.47% (PS4) |
| GameRankings basato su 10 recensioni | 36.60% (PC)  |
| Metacritic basato su 55 recensioni   | 38% (PS4)    |
| Metacritic basato su 15 recensioni   | 36% (PC)     |